# Центр вписанной окружности
Центр вписанной окружности треугольника (инцентр) — одна из замечательных точек треугольника, точка пересечения биссектрис треугольника.  Центр вписанной в треугольник окружности также иногда называют инцентром.
Традиционно обозначается латинской буквой {\displaystyle I} (по первой букве английского слова  "Incenter"). В энциклопедии центров треугольника зарегистрирован под символом {\displaystyle X(1)}.

## Свойства
- Центр вписанной окружности треугольника находится на одинаковом расстоянии от всех сторон треугольника.

- Для треугольника {\displaystyle \triangle ABC} со сторонами {\displaystyle a}, {\displaystyle b} и {\displaystyle c}, противолежащими вершинам {\displaystyle A}, {\displaystyle B} и {\displaystyle C} соответственно, инцентр делит биссектрису угла {\displaystyle A} в отношении:
{\displaystyle {\frac {b+c}{a}}}.

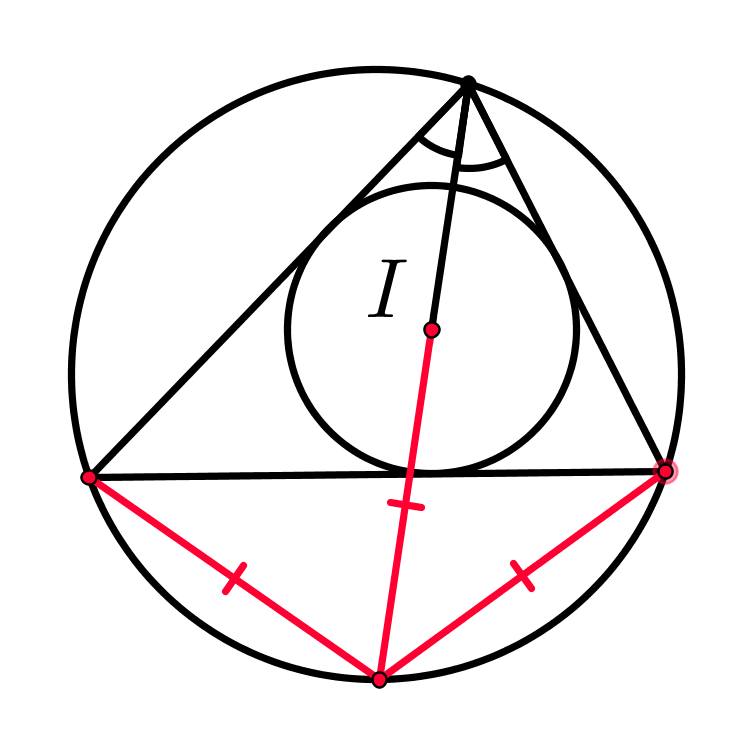
Теорема трилистника

- Если продолжение биссектрисы угла {\displaystyle B} пересекает описанную окружность {\displaystyle \triangle ABC} в точке {\displaystyle D}, то выполняется равенство: {\displaystyle DA=DC=DI=DJ}, где {\displaystyle J} — центр вневписанной окружности, касающейся стороны {\displaystyle AC}; это свойство инцентра известно как теорема трилистника (также — лемма о трезубце, теорема Клайнэра).

- Расстояние между инцентром {\displaystyle I} и центром описанной окружности {\displaystyle O} выражается формулой Эйлера:
{\displaystyle OI^{2}=R^{2}-2Rr},

где {\displaystyle R} и {\displaystyle r} — радиусы описанной и вписанной окружностей соответственно.
- Перпендикуляры, восставленные к сторонам треугольника в точках касания вневписанных окружностей, пересекаются в одной точке. Эта точка симметрична центру вписанной окружности относительно центра описанной окружности[1].

- Инцентр можно найти как центр масс вершин треугольника если в каждую вершину поместить массу, равную длине противолежащей стороны (см. также Центр Шпикера).

- Инцентр данного треугольника является точкой Нагеля треугольника, образованного его 3 средними линиями (серединного треугольника).[2]

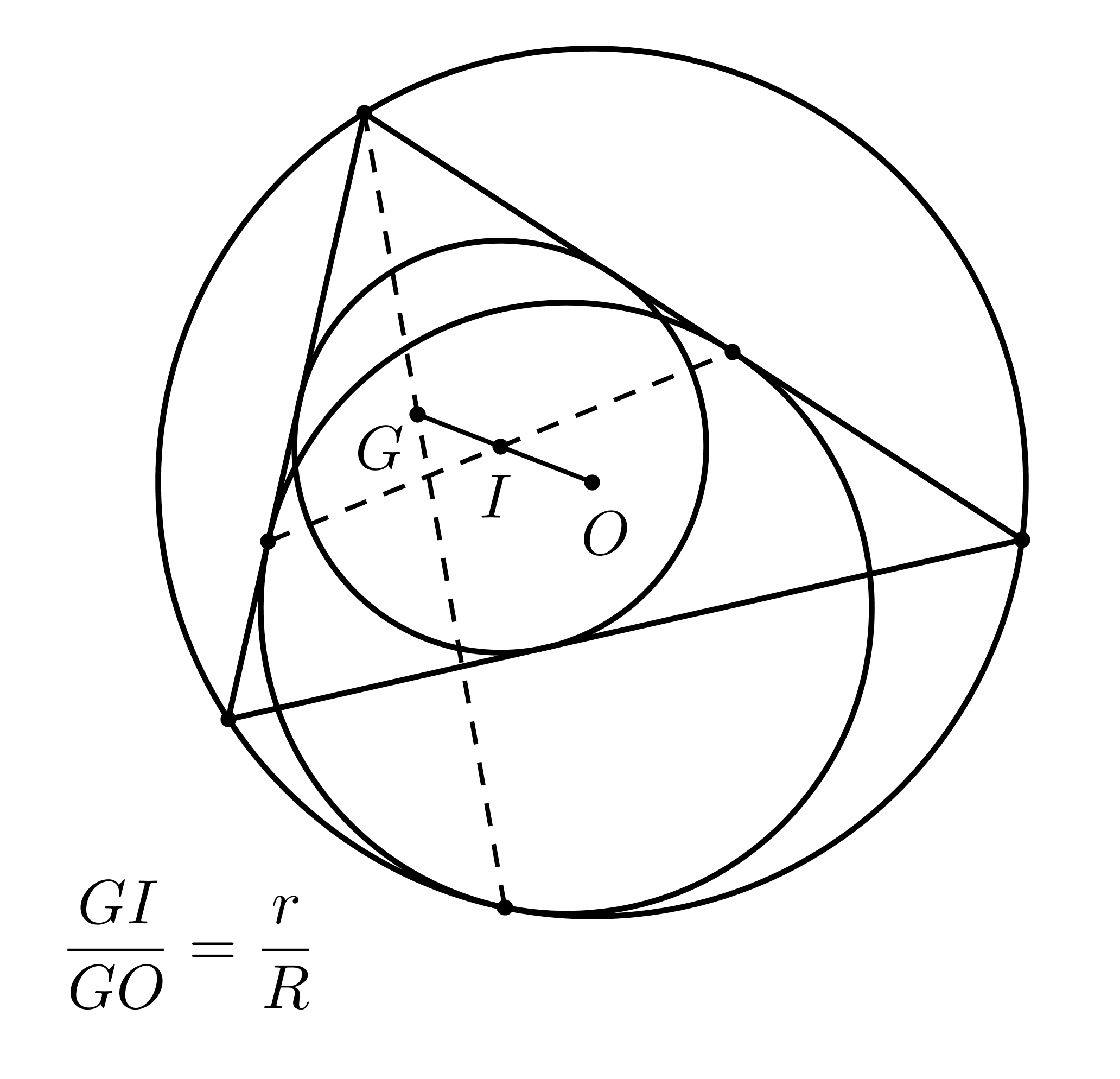
Полувписанная окружность и центр гомотетии G для вписанной и описанной окружностей с радиусами соответственно r и R. Лемма Веррьера: Центр вписанной окружности лежит на отрезке, соединяющем точки касания сторон треугольника и окружности Веррьера (полувписанной окружности)

- Лемма Веррьера[3]. Точки касания окружностей Веррьера (полувписанных окружностей) со сторонами лежат на прямой, которая проходит через центр вписанной окружности (инцентр) (См. серый рис. снизу).

- Теорема Ригби. Если к любой стороне остроугольного треугольника провести высоту и касающуюся ее с другой стороны вневписанную окружность, то точка касания последней с этой стороной, середина упомянутой высоты, а также инцентр лежат на одной прямой.[4].

- - Из теоремы Ригби следует, что 3 отрезка, соединяющих  середину каждой из 3 высот треугольника с точкой касания вневписанной окружности, проведенной к той же стороне, что и высота, пересекаются в инцентре.

Теорема Тебо 3

- Третья теорема Тебо. Пусть {\displaystyle ABC} — произвольный треугольник, {\displaystyle D} — произвольная точка на стороне {\displaystyle BC}, {\displaystyle I_{1}} — центр окружности, касающейся отрезков {\displaystyle AD,BD} и описанной около {\displaystyle \Delta ABC} окружности, {\displaystyle I_{2}} — центр окружности, касающейся отрезков {\displaystyle CD,AD} и описанной около {\displaystyle \Delta ABC} окружности. Тогда отрезок {\displaystyle I_{1}I_{2}} проходит через точку {\displaystyle I} — центр окружности, вписанной в {\displaystyle \Delta ABC}, и при этом {\displaystyle I_{1}I:II_{2}=\operatorname {tg} ^{2}{\frac {\phi }{2}}}, где {\displaystyle \phi =\angle BDA}.
- Слабая точка в треугольнике (weak point) та, у которой может найтись близнец с помощью её ортогонального сопряжения за пределы треугольника. Например, инцентр, Точка Нагеля и другие являются слабыми точками, ибо допускают получение аналогичных точек при их сопряжении за пределы треугольника.[5].